# 小行星23322
小行星23322（23322 Duyingsewa）是一颗绕太阳运转的小行星，为主小行星带小行星。该小行星于2001年1月发现。

## 轨道参数
小行星23322的轨道半长轴为390 895 121 km（2.6129353 UA），离心率为0.188。